# نوفرینگن
نوفرینگن (به آلمانی: Nufringen) یک شهر در آلمان است که در Böblingen واقع شده‌است.
 نوفرینگن  ۵٬۲۹۴ نفر جمعیت دارد.